# The Five Perfect Exertions
Albums de Army of the Pharaohs
Rare Shit, Collabos and Freestyles
(2003)
The Five Perfect Exertions est un EP d'Army of the Pharaohs, sorti en 1998.

## Liste des titres
| No | Titre                                     | Contient un (des) sample(s) de                           | Durée |
| -- | ----------------------------------------- | -------------------------------------------------------- | ----- |
| 1. | The Five Perfect Exertions (Dirty)        | Tenias Razon d'Isadora                                   | 3:36  |
| 2. | The Five Perfect Exertions (Clean)        |                                                          | 3:37  |
| 3. | The Five Perfect Exertions (Instrumental) |                                                          | 3:36  |
| 4. | War Ensemble (Clean)                      |                                                          | 4:08  |
| 5. | War Ensemble (Instrumental)               |                                                          | 4:07  |
| 6. | The Five Perfect Exertions (Remix Clean)  | I'm Gonna Have to Tell Her d'Homer Banks et Carl Hampton | 4:08  |